# Mina Teicher
Mina Teicher est une mathématicienne israélienne.

## Biographie
Teicher a fait ses études à l'université de Tel Aviv, où elle a obtenu un B.A. en 1974 et un M.A. en 1976. Elle a soutenu en 1981 une thèse, dirigée par Ilya Piatetski-Shapiro. Elle a fait des séjours à l'Institute for Advanced Study en 1981-1982, 1984 et 2007. 
Elle est depuis 1982 à l'université Bar-Ilan, où elle est devenue professeur et directrice de l'Institut de mathématiques Emmy Noether. Elle a été directrice de la faculté de 1997 à 2001, vice-présidente de l'université affectée à la recherche de 2001 à 2005, puis membre du conseil.
Elle a été chercheuse invitée et professeur invitée entre autres à Kyoto, Pise, Berlin, Göttingen, Bonn, Pékin, Shanghai, Lahssa, Johannesburg, Rome, Barcelone, au Tata Institute et à l'université Columbia.
Teicher travaille en géométrie algébrique et topologie algébrique (topologie des variétés algébriques, groupes fondamentaux, variétés de dimension 4 (en)), en algèbre (groupes de tresses, théorie des représentations des groupes finis), dans divers domaines de mathématiques appliquées (théorie des groupes en cryptographie, infographie, reconstruction de surfaces (en)) et sur des applications des mathématiques aux neurosciences (comme l'analyse des courbes d'électro-encéphalographie).
Elle fait partie du comité éditorial du Journal of the European Mathematical Society (JEMS) et dirige le comité pour l'éducation de l'EMS. Elle est vice-présidente de la Commission internationale de l'enseignement mathématique. Elle siège au conseil de la BSF (Israel-US Binational Science Foundation (en)). De 2005 à 2007, elle a été scientifique en chef pour le ministère israélien des sciences.